# Майкл Карман
Майкл Карман (англ. Michael Carman; нар. 11 жовтня 1951, Епл-Веллі, Міннесота, США) — австралійський актор кіно, телебачення та театру. 

## Життєпис
Майкл Карман народився 11 жовтня 1951 року в місті Епл-Веллі, Міннесота, США. 
У 1969 — 1971 роках стажувався у Театрі Святого Мартіна на Вест-Енді, Лондон. 
З 1971 по 1974 рік навчався у школі кіно та телебачення Свінберна у Сіднеї.

## Фільмографія
| Рік  |   | Українська назва         | Оригінальна назва              | Роль            |
| ---- | - | ------------------------ | ------------------------------ | --------------- |
| 2019 | с | «Погані матері»          | Bad Mothers                    | Патрік Мюллер   |
| 2011 | ф | «Елітний вбивця»         | Killer Elite                   | дон мафії       |
| 2008 | ф | «Острів Нім»             | Nim's Island                   | капітан         |
| 2004 | ф | «Дивні бешкетники»       | Strange Bedfellows             | Лорі            |
| 2000 | ф | «На останньому березі»   | On the Beach                   | телеведучий     |
| 1993 | ф | «Геркулес повертається»  | Hercules Returns               | сер Майкл Кент  |
| 1988 | ф | «День пантери»           | Day of the Panther             | Зукор           |
| 1984 | ф | «Срібне місто»           | Silver City                    | поліціянт       |
| 1978 | ф | «Пісня Джиммі Блексміта» | The Chant of Jimmie Blacksmith | епізодична роль |
| 1976 | ф | «Прихисток Диявола»      | The Devil's Playground         | Найджел         |
| 1967 | с | «Беллбірд»               | Bellbird                       | Енді            |

## Премії та номінації
| Рік  | Нагорода                  | Категорія                   | Фільм                             | Результат |
| ---- | ------------------------- | --------------------------- | --------------------------------- | --------- |
| 2018 | «Reel Good Film Festival» | Найкращий талант на ектрані | Френкі Фінґерс та квартира нагорі | Перемога  |